# 白井ゆずか
白井 ゆずか（しらい ゆずか、1995年11月13日 - ）は、日本の元AV女優。

## 略歴
2014年12月にAVデビュー。所属事務所はマインズ。
2019年7月13日、公式ツイッターで2020年3月末で引退することを発表。
2020年3月31日に引退（当日にツイッターアカウントを削除）。

## 人物
神奈川県出身。
趣味は読書。
処女のままAV女優となりデビュー作で処女を喪失したが、普通の女の子の様に好意がある人とセックスがしたいと思い、デビュー作撮影後すぐに好きだった人（彼氏ではない）にプライベートでの初体験としてセックスをしてもらった。
デビュー後に3人と付き合ったが、全員ツイッターがきっかけだった。

## 出演作品

### アダルトDVD
- 処女 最後の日 初めてのSEX。そして初めての中出し…。（12月13日、無垢）※「ゆずか」名義

- 初3P 初顔射 初口内射精 ゆずかのはじめてづくし（1月13日、無垢）※「ゆずか」名義
- 初めての絶頂とおもらし（2月13日、無垢）※「ゆずか」名義
- 再婚相手の連れ子（3月22日、思春期.com）※「ゆずか」名義
- ゆずかといつか（4月13日、無垢）
- 妄想娘の甘い吐息（5月19日、禁断の果実）
- 担任と教え子の子作り膣内授業（5月25日、本中）
- 姪っ子姉妹 〜帰省した7日間のなごみとゆずかの記録〜（9月25日、I.B.WORKS）
- 美少女の若草のような匂いを愉しみつつ、精が果てるまで出しまくったお泊りセックス。（10月13日、オーロラプロジェクト・アネックス）
- ゆずかノスベテ… 7時間40分 未発表撮り卸映像四十分を含めた四百六十分（11月13日、無垢）※「ゆずか」名義、ベスト版
- 本気で感じちゃってる、私を見てください。（11月27日、宇宙企画）※「ゆずか」名義

- 学校中で勃起ち○ぽ汁(ザーメン)を出しまくる2人のふたなり女子校生 【進学校の真面目な女子生徒がち○ぽ丸出し校内露出!】 ある日突然生えてきたち○ぽの疼きに耐えられず過激なポ○チンセンズリと大量射精セックスにハマるデカチン少女たち（2月18日、ディープス）
- おてぃんてぃん中毒少女 〜私、父親に犯されてます〜（3月11日、FIRST STAR）
- 純粋無垢 黒髪精子まみれ お汁っ娘ずぶ濡れビアン（3月19日、キチックス）※「ゆずか」名義
- 無垢なコスプレイヤー 中出し性教育 おま○こくぱぁ 子宮種付けプレスで受精確定編（5月13日、無垢）※「ゆずか」名義
- 予備校に通う地味でマジメな女子校生をレイプしながら全身を媚薬漬けにしたら、 こっちが引くほど痙攣・潮&泡吹き・失神しまくった! 3（6月9日、サディスティックヴィレッジ）
- 思春期マ○コはオナニー好き 〜潮吹きJK学園〜 総量約10，000mlの潮!潮!潮!（9月8日、サディスティックヴィレッジ）
- 肉便器これくしょん(肉これ) 僕の肉便器十六号機 水泳部 ゆずか ほぼ―すっぴん（10月14日、&RiBbON）
- イラマチオじゃない腰振りフェラチオ 06 〜もはやオナホ扱い。自分好みの速度と角度で腰振って、ナカにナマでぶっ放す!〜（10月21日、SEX Agent）
- ろりこん、なんでしょ?（10月28日、バルタン）
- 一般黒人男性×素人女子大生 ち○ぽが大きすぎて困っている日本在住の黒人男性が素人女子大生にお悩み相談! 彼氏の短小ち○ぽよりもはるかに大きい黒デカち○ぽの登場にハニかみながらも色白うぶマ○コは疼きだす! 3 子宮の奥まで届く未体験のガン突きセックスに激イキ合計54回!!（11月7日、ディープス）※「ゆみ」名義
- なめらかスローイラマチオ 2 〜女の子のお口の中って優しくて温かい〜（11月18日、SEX Agent）
- SNSガチ応募!! フォローしてくれた素人さん羞恥ヘアーヌードコレクション Vol.1 カメラの前で濡れた女は果たして生中出しまで出来るのか!?（12月9日、&RiBbON）
- 幻惑またがりロングディルド挿入オナニー 〜頭上に生えたチ○ポ玩具にマ○コ汁を垂らす異形のまぐわい〜（12月16日、SEX Agent）
- 超早漏!女の子にしてもらうオナホ手コキ 〜挿入から発射までの天国ロード！いつものオナホがこんなにも!〜（12月16日、SEX Agent）
- 無垢なコスプレイヤー中出し性教育 パイパン解禁 ゆずかコスプレ第2弾 完全2.5次元化で着床完了編（12月19日、無垢）※「ゆずか」名義

- 「エッチしてもいいよ♥」チャンス到来!でもコンドームが無い! 「じゃダメ」ならばせめて素股だけでも…「だったらいいよ」のはずが! バイト先で仲間が数人集まって家飲み!しかし女子は全員彼氏持ち。それでも楽しくお酒を飲んで、酔っ払いその場で寝ていくバイト仲間たち。寝ているせいで服が乱れ女の子の胸チラやパンチラが見えてしまい大興奮!我慢できず思わず夢中で触っていたら女子が起きてしまった!酔った勢いで思い切ってお願いしてみると、酔っ払っているせいか好反応だったのです。皆が寝ている中、こっそりエッチ…いざ挿入しようとするとゴムが無いのでまさかのNG。でも必死にお願いしたら素股だけはOK!素股だけのはずが感じている女子にヌルっと生挿入!で生中出し!（3月7日、Hunter）
- 無垢なデンパ系コスプレ美少女 ホテル連れ込み中出し性調教（5月1日、無垢）※「ゆずか」名義
- 現役ガールズバー嬢☆裏オプ鉄板即にゃんにゃん 1（5月12日、MERCURY）※「メロン」名義
- Mッ娘カプセル 君を犯したい 有名私立女子校生編（6月13日、レインボー）
- SOD女子社員 2017年度新入社員 初出演15名対象 特別健康診断 4時間スペシャル（7月6日、SODクリエイト）※「川俣陽菜子」名義
- マジックミラー号 現役ナース限定! チ○ポのお悩み相談に協力してくれた白衣の天使が癒しのフェラから一転〜ビンビンのチ○ポに火がついてまさかの杭打ち騎乗位で勝手に激イキ! in池袋（7月6日、SODクリエイト）※「あや」名義
- 「ハグ/添い寝/腕枕」までしかしてくれないJKコスプレリフレ店の女の子とお店に内緒で中出し援助SEXをする（7月6日、Mr.michiru）
- JKコスプレ見学倶楽部の特殊なサービス（7月20日、Mr.michiru）
- 父に犯され続ける娘の近親相姦映像（7月28日、I.B.WORKS）
- 「処女卒業!も収録! 全て新作撮りおろし! 爆烈31名5作品! 2枚組8時間スペシャァァァル SOD女子社員超マル恥赤面祭り2017（8月10日、SODクリエイト）※「川俣陽菜子」名義
- 奇跡のテレフォンで繋ぐ“中出しの輪” 田舎から来た修学旅行中のJKに自分よりもHな友達を紹介してもらい1日で中出し何人できるか検証企画! インタビュー中の女子校生にいきなりデカチン即ハメ! 貴重な中出し初体験!! JKオマ○コがデカチン激ピストンで連続絶頂!（8月19日、ディープス）※「あおい」名義
- SOD女子社員 入社1ヶ月の新卒同期男女が2人っきりの密室で初めての性交健診 10組収録 （8月24日、SODクリエイト）※「川俣陽菜子」名義
- 童貞クン御一行が撮影現場に突撃!楽屋で休憩中の女優さん達に筆下ろしをお願いしたら、女神のような優しさで挿入⇒初搾りザーメンを全部ごっくんしてくれました!(※ガチ童貞4名参加)（8月24日、SODクリエイト）
- 普段の顔とチ○ポ咥えた表情を【2画面】並べて楽しむ見比べフェラチオ OL編（8月24日、SODクリエイト）
- 密着洗体マッサージ盗撮・本番禁止店だから燃える中出しマニアの強引な手口一部始終!（8月24日、Mr.michiru）
- 妹夜這いスペシャル 種付け近親相姦 「お兄ちゃんの精子で孕んでくれ!」 妹・特盛6人!ボリューム・大増240分!!（9月1日、Mr.michiru）　※AV OPEN 2017 乙女部門エントリー作品
- いつも勝手に家に上がりこんでボクをバカにする幼馴染!今日はAVを見つけて「こんなの演技に決まってるでしょ!」と全否定!なのに、いざAVを見てみるとモジモジしだして明らかに様子がおかしい!体を突っつくと超敏感な反応!?恐る恐る胸やお尻を触ってみると、まさかの喘ぎ声!?しかもパンティーにシミまで!それでも強がる幼馴染にAVの真似してみたい!と頼み込み、エッチなことしてみたら…ずっと感じるのを我慢していた幼馴染は結果、逆に感度が増してめちゃくちゃ感じてイキまくっちゃいました!（9月7日、ゴールデンタイム）
- VIP専用コンテンツ 流出しても大丈夫とか言っておバカな女子だけど、名器だから男が寄ってくるロリビッチ!! 3人の女の子（9月8日、MERCURY）※「めろ」名義
- マジックミラー号 ノースリーブOLの気になる腋事情がまる裸! “腋のケア”と称して嗅いだり舐めたり隅までチェックされちゃったOLさんが恥ずかしすぎる腋コキ&腋見せ羞恥セックス! 10人中6本番!! in丸の内（9月21日、SODクリエイト）
- 貧乳おっぱいがおじさんち○ぽを勃起させてしまったの!? 「ノーブラ乳首チラ見え」で叔父を発情させてしまった姪っ子たち!!（9月21日、アイエナジー）
- 至高のお風呂屋さん（11月13日、ZUKKON/BAKKON）
- 一般男女モニタリングAV マジックミラーの向こうには再婚したての母親! 女子校生の娘と新しいお父さんが2人っきりの密室でぎこちない親子の距離が急速に縮まる10種類のキス技コンプリートできたら100万円!（11月19日、ディープス）※「しずく」名義
- 調教された女子校生 緊縛中出し玩具（12月1日、無垢）※「ゆずか」名義
- 終電を逃したホロ酔い女子大生2人組の優しさにつけ込んで、気弱な童貞のフリして絶倫デカチン挿入激ピストン!!何度イっても止めずにガン突きされて友達同士で生まれて初めての逆3P体験!（12月7日、SODクリエイト）
- 素人ナンパ GET!! No.191 高気圧ガール☆熱狂ビキニ編（12月7日、桃太郎映像出版）

- 少女のお顔をベロベロ舐めたい 嫌がる女へ濃厚接吻90分以上（2月20日、レイディックス）
- ファイル交換ソフト流出「動画データ」 青山猥褻エステサロン 117（3月2日、ゴーゴーズ）
- すずめ 4号（3月2日、OFFICE K'S）※「あいり」名義
- とある病院に入院することになった!そしたら看護師さんが 性欲旺盛!巨乳超ヤリマン女子ばっかりでとんでもなくエロいことになった件（3月13日、カルマ）
- 制服美少女 全身女体観察（3月13日、カルマ）
- 染み出るおしっこオナニー 3（3月20日、レイディックス）
- 痴女っ娘No.1決定戦 M男くんいじりグランプリ（4月12日、SODクリエイト）
- 壁!机!椅子!から飛び出る生チ○ポが人気の進学校 『都立しゃぶりながら高校』 卒業〜my graduation〜 feat.戸田真琴（4月12日、SODクリエイト）
- 太腿とパンツいっぱいにザーメンを WHOLE LOTTA SAMEN（4月13日、アロマ企画）
- 初体験! 超恥ずかしい! 素人女子15人 ディルドオナ（4月15日、ピーターズ）
- 垢BAN(アカウント使用禁止)スレスレ オナニーLIVE配信（4月15日、プリモ）
- 誘惑的パンチラコレクション 5（4月25日、アロマ企画）
- マジックミラー号 初めての膣内洗浄! 女子○生にマ○コを洗うと感度が上がる!? 過激な保健体育の特別講義でマ○コから大噴射!10人中10本番!（4月26日、SODクリエイト）※「みゆ」名義
- アナル処女 最後の日 生まれて初めてのアナルSEX。そして初めてのアナル生中出し…。（5月13日、無垢）※「ゆずか」名義
- インターネットの闇 05（5月15日、インターネットの闇）
- マジックミラー号 友達同士の女の子がTSFふたなり体験 相手がイクと大量発射するペニバンをつけて男になりきって友達をイカセることができるかな?（7月26日、SODクリエイト）
- 接吻レズビアン 家庭教師と教え子 女同士の秘密の快楽レッスン（7月26日、ヒビノ）
- きっとえろでつながってる。 えろキャン▲（7月27日、TMA）
- スカートめくり学園 共学になってもスカートめくりをしてしまう女子○生も、実は好きな男子だけにパンツ見られたい。（8月9日、SWITCH）
- 美人山ガール強制種付け（8月13日、オーロラプロジェクト・アネックス）
- ネットカフェでバレないように没頭する素人オナニー動画（8月15日、プリモ）
- びしょ濡れ女子●生雨宿り強制わいせつ 2（8月24日、TMA）
- 卒業式直後の名門校美少女メモリアル制服コレクション 最後の制服姿でとびきり恥ずかしい大人のHゲームしてみませんか? 3分前まで女子●生の純白パンティ堪能しまくって思春期ワレメにぬぷぬぷ抜き差し! 禁断の本中出しまでしちゃいました!（8月24日、赤面女子）
- 「初めてが私で本当にいいんですか?」 天使のような素人娘が童貞君を優しくHに筆下ろし 32名収録8時間スペシャル!!（9月6日、SODクリエイト）
- 「挿れて」みたくてお股がヒクヒク!女の淫汁でチ○ポはヌチョヌチョ! 女子○生にオヤジチ○ポを素股してもらったらこんなヤラしい事になりました。 3（9月6日、アイエナジー）
- 乳首が感ずる女たち（9月7日、OFFICE K'S）
- レズビアン覚醒した女 〜若い蕾を摘みたくて〜（9月7日、ビビアン）
- 無垢なブルマ女学生と中出しSEX（9月14日、BAZOOKA）
- 鏡の中の愛おしい自分とラブリーレズキッス（9月21日、OFFICE K'S）
- 公衆トイレで羞恥オナニーさせられる素人娘（9月21日、OFFICE K'S）
- 乳首いじりが日常生活に溶け込んだ世界でいじられていることには気付かないまま乳首を固く勃起させ乳首イキすらしてしまう恥ずかしい女子○生の日常的敏感乳首生活（9月21日、OFFICE K'S）
- 休日出勤の美人OLを狙った委託清掃員によるクロロホルム昏睡レイプ（10月13日、カルマ）
- 手の指でマ○コを隠さないから穴へのヌキサシと淫汁ぐちゅぐちゅがよく見える!淫語かたりかけスティックローターオナニー 2（10月25日、アイエナジー）
- 濡れてテカってピッタリ密着 神スク水（10月25日、親父の個撮）
- 素人ヘアヌード大図鑑 〜10代美少女編（10月26日、S級素人）
- 「少女の活きのいいアナルあります」 中部地方 某ビジホ 204号室（11月12日、FIRST STAR）
- 悪徳エロ医師盗撮 38 ●●産婦人科セクハラ診察（11月13日、カルマ）
- 「他の患者さんたちにはナイショですよ?」 美人看護師さんが病院内でHな裏アルバイト!盗撮生セックス中出し援交動画（11月13日、カルマ）
- 制服美少女 全身女体観察 #2（11月13日、カルマ）
- #クチまんこナウに使っていいよ（11月16日、SEX Agent）
- 小悪魔アナルびっちなフォロワー数10万人超え大人気SNS裏垢少女まひろチャンのオフパコ動画撮影本邦初公開（11月19日、キチックス）※「まひろ」名義
- 私立腿コキ学園 3（12月13日、アロマ企画）
- 自画撮り 思わず吹いちゃった!! 指マン潮吹き立ちオナニー（12月15日、プリモ）

- 素人男女モニタリング実験でゲッツ!! ♀パンスト女上司×新人の男部下♂ 「力を合わせて賞金獲得クイズ大会に挑戦して下さい!」と密室に2人きりにしてパンスト女上司に利尿剤入ドリンクを飲ませたらどうなる?（1月11日、ゲッツ!!）
- 地元の祭りに強制参加させられた妻のアナルが打ち上げの席で運営委員の巨根DQNに4P寝取られてしまいました…（1月25日、ゲッツ）
- 素人男女モニタリング実験でゲッツ!! イケメン舐め犬男子♂セックスレスの人妻♀ 「舐め犬クンニ掲示板」に集まる素人男女8組をゲッツ!キス・挿入・フェラNGの素人妻に舐め犬男子が挑む! 焦らし寸止め&スッポンクンニで悶えまくった欲求不満妻たちはどうなる?（2月8日、ゲッツ!!）
- 素人男女モニタリング実験でゲッツ!! 仕事帰りの女上司×男部下2人きりで大人の夜遊びナイトプール初体験♥ 緊張が解けないようなので女性に媚薬酒をこっそり投入!淫らに覚醒してしまい股間の疼きが止まらない女上司に男部下は理性を保てるか!?（2月8日、ゲッツ!!）
- 【鬼チ●ポ×ロリアナル】 優等生J●は変態尻穴ペット! 肛門発表会で「お、お尻にオチ●ポ入ってる、おいひぃ〜」と無毛マ●コとキツキツアナルで2穴鬼イキしまくる動画ですw（2月19日、山と空）
- あどけないボクの新妻が、巨根の縛師に飼い慣らされてデカマラ調教!（3月19日、ドグマ）
- 神パンスト 人妻や母、働く制服OL等やらしい熟女の美脚を包んだ生ナマしいパンストを完全着衣でムレた足裏からつま先を味わい尽くす! オナニーや顔騎や足コキ、時には中出し時にはお尻にコスってぶっかけとやりたい放題!（4月11日、親父の個撮）
- 民泊に来た黒人にいたずらされて小さすぎる口とマ●コに手首ほどのチ●コを挿入されわけもわからずCreampie(中出し)されたひよこ女子たち（4月11日、ひよこ）
- 縛師の日常 調教済みのM男に女を与えてみた（4月12日、REAL）
- 娘の家庭教師の女を媚薬付きチ○コイラマで発情させて奴隷化!レズ口移し媚薬で娘も発情! 近親&レズ3PでW中出しセックス 2（4月19日、DOC）
- シロウト女子個人撮影ハメ撮り日記(双方合意の上でハメてます) つるぺた極貧地底アイドルゆずかちゃんBかっぷ（7月27日、シャーク）※「ゆずか」名義
- シールが取れたらおっぱいポロリ!アソコも丸見え! ボディシールでクイズタイム●学生（8月7日、ATOM）
- 強制近親相姦 目の前で大勢の男たちに輪姦される娘を見るか?それとも父親である自分が娘を犯すか?どっちか選べ!! 史上最悪の究極の選択!あまりにもむごい結末が…（9月7日、アパッチ）
- 緊縛幼妻 夫の前でハメまくり奴隷調教（9月19日、ドグマ）
- 連れ込み緊縛ファッカー 巷の女子校生を俺んちへ持ち帰りハメまくり調教（10月11日、REAL）
- 電車内痴漢『再現』痴漢（11月7日、アパッチ）

### VR
2016年
- 学校帰りのクソロリ妹のただいまフェラ（11月18日、CASANOVA）
- 娘がオナニーを覚えてパパ感無量（11月25日、CASANOVA）
- お兄ちゃん、えっちな妹でごめんなさい。（12月30日、CASANOVA）

2017年
- 僕の妹は超人気アイドル! こんな超絶可愛い妹が僕のことを大好きで僕も妹が大好き。お互いラブラブめちゃくちゃ気持ち良いイチャイチャ中出し近親相姦SEX（10月27日、SODクリエイト）
- 即ハメ生中出し いきなり挿入しちゃってスミマセン!（10月28日、ブイワンVR）
- 両耳で囁かれるWバイノーラル淫語責め 唾たらし焦らし寸止め 姉妹女子○生痴女ハーレム（11月17日、SODクリエイト）
- 僕専用! 涙目ウルウル女子○生・性奴隷 白井ゆずか ※常に敬語・イラマチオ・スパンキング・挿入懇願・おかわり中出し（12月1日、SODクリエイト）
- ベロちゅーエッチ VRのSEXはキス多めにかぎる!（12月2日、ブイワンVR）

2018年
- 調教済ドM女 生中出し ご主人様、本日もご調教宜しくお願い致します。（1月6日、ブイワンVR）
- シェアハウスデビューしたらかわいい女子大生に入居初日から囲まれて楽しすぎ!（1月25日、アロマ企画）
- 可愛いお尻にペンペンお仕置きタイム!! 生中出し3連続SEX（3月12日、KMPVR）
- 女子校生イメクラでキスしまくりコースのオプション追加!! たくさんされるキスの連続に下半身はたまらず勃起!!本番禁止のはずが勃起ち●ぽがクリに当たりすぎて､女の子から我慢できなっちゃったっと中出しSEX懇願!!（3月21日、KMPVR）
- 保健室で可愛い生徒と甘い密着中出し生SEX 〜みんなには内緒だよ♥〜（4月21日、KMPVR-bibi-）
- 無垢長尺VR! 純真無垢な制服美少女9人とハーレム学園生活 ウブっ子たちの真っ白なパンティの匂いをリアルに感じる312分 超ド迫力でパンティを楽しむノーモザイクVR（10月13日、無垢）

### イメージDVD
- 突撃!となりのパイパンまん（2016年9月16日、デジプラン）※「ゆずか」名義
- PRAIMAL 黒髪雪肌な彼女（2018年5月2日、キャメロンG）

## テレビ
- ケンコバのバコバコテレビ（2019年7月5日,19日、サンテレビ） - 「こじみなのパジャマde女子会」ゲスト